# École centrale
O Grupo das Écoles Centrales é formado pelas seguintes escolas de engenharia (Écoles Centrales):
- École Centrale de Lille, localizada em Lille-França
- École centrale de Lyon, localizada em Lyon-França
- École centrale de Marseille, localizada em Marselha-França
- École Centrale de Nantes, localizada em Nantes-França
- École Centrale Paris, localizada em Paris-França
- École Centrale de Pekin, localizada em Pequim-China

A fim de aumentar a sua influência, tanto na Europa como em todo o mundo, bem como promover o programa Centralien de formação de engenheiros, foi criada a rede T.I.M.E. (Top Industrial Managers for Europe): instituição fundada em 1989 pelas Écoles Centrale e que reúne escolas de engenharia líderes para promover o intercâmbio de alunos. Universidades e escolas de engenharia de Portugal e do Brasil, entre outros países, participam da rede T.I.M.E..
Alunos das Écoles Centrale são chamados Centraliens.
O programa de graduação em engenharia das Écoles Centrale tem raízes a partir da 'École Centrale des Arts et Manufactures de Paris' (Escola Central de Artes e Manufacturas), criado em 1829. As Écoles Centrale são conhecidas por formarem líderes e grandes administradores em diversos setores da indústria, além de cientistas e políticos renomados. Além disso, os engenheiros formados nas Écoles Centrale francesas são altamente requisitados desde o seu ingresso no mercado de trabalho.

## Alunos célebres
- Alfred Belpaire, 1843
- Gustave Eiffel, 1855
- William Le Baron Jenney, 1856
- Georges Leclanché, 1860
- Józef Brandt
- Émile Levassor, René Panhard 1864
- André Michelin, 1877
- Louis Seguin, 1891
- Louis Blériot, 1895
- Armand Peugeot, 1895
- Pierre-Georges Latécoère, 1906
- Marcel Schlumberger, Schlumberger, 1907
- Etienne Oehmichen, 1908
- Gaston Fleischel, 1910
- Paul-Émile Victor 1928,
- Francis Bouygues, Bouygues Telecom, 1947
- Gérard Pélisson, Accor 1955
- Pierre Beuzit, 1966, Renault,
- Francois de Carbonel, 1970, Thomson,
- Christian Mari (1974), Snecma,
- Didier Evrard (1975), Airbus,
- André Navarri
- Sydney Tolédano, Christian Dior Couture, 1976
- Benoît Potier,  Air Liquide, 1979
- Philippe Germond, Atos Origin, 1979
- Bernard Liautaud, Business Objects, 1984
- Charles Beigbeder, Poweo, 1988
- Olivier Piou, 1980, Gemalto
- Didier Lamouche, Bull 1981,
- Pierre Chappaz (Kelkoo), 1982
- Alexandre Roos (Caramail Web), 1992
- Henri Ernest Baillon
- Gustave-Gaspard Coriolis
- Jean-Baptiste Dumas